# Monte de Oro 1.ª Sección
Monte de Oro 1.ª Sección es una localidad del municipio de Huimanguillo ubicado en la subregión de la Chontalpa del estado mexicano de Tabasco.

## Geografía
La localidad de Monte de Oro 1.ª Sección se sitúa en las coordenadas geográficas 17°52′27″N 93°25′58″O / 17.874167, -93.432778, a una elevación de 21 metros sobre el nivel del mar.

## Demografía
Según el Conteo de Población y Vivienda 2020, efectuado por el Instituto Nacional de Estadística y Geografía, la localidad de Monte de Oro 1.ª Sección tiene 1,449 habitantes, de los cuales 716 son del sexo masculino y 733 del sexo femenino. Su tasa de fecundidad es de 2.61 hijos por mujer y tiene 378 viviendas particulares habitadas.
| Gráfica de evolución demográfica de Monte de Oro 1.ª Sección entre 1900 y 2020 |
|                                                                                |
| INEGI.                                                                         |